# Chromatogram
Een chromatogram is een visuele weergave van de gescheiden stoffen verkregen door chromatografie (een aantal laboratoriumtechnieken om mengsels te scheiden). Verschillende pieken of patronen in het chromatogram wijzen op het voorkomen van verschillende componenten in het gescheiden mengsel.
Bij high-performance liquid chromatograpy (HPLC) (ook aangeduid als high-pressure liquid chromatography) en gaschromatografie (GC) geldt dat er een tweedimensionale weergave van het detectorsignaal uitgezet wordt tegen de tijd. Er ontstaat een piek op het tijdstip waarop de stof langs de detector komt.
Bij papierchromatografie (PC) en dunnelaagchromatografie (DLC) geldt de gescheiden stoffen als vlekken op het DLC plaatje of papiertje verschijnen.

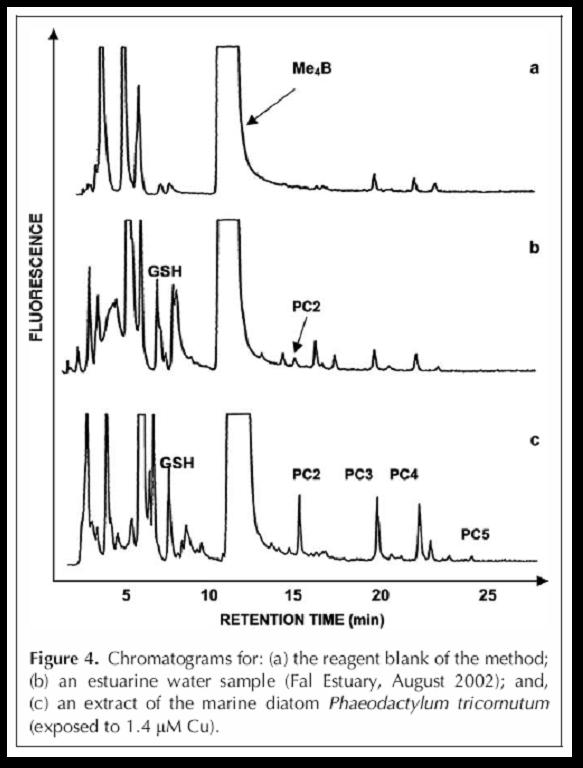
Chromatogram van een diatomee Phaeodactylum tricornutum

## Scheiding
Aan de hand van een chromatogram kan bepaald worden of een scheiding goed is verlopen. Er zijn verschillende soorten chromatogrammen afhankelijk van de gebruikte chromatografie techniek. Bij papierchromatografie en dunnelaagchromatografie wordt de scheiding bepaald aan de hand van vlekken op het gebruikte blad of plaat. Bij high-performance liquid chromatograpy en gaschromatografie wordt de scheiding bepaald aan de hand van pieken op het chromatogram.

## Bepaling

### Kwalitatieve bepaling

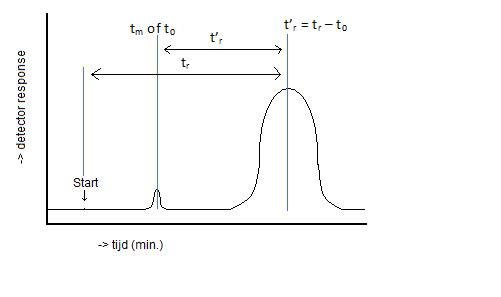
Gaschromatografie of hogedrukchromatografie met de bijbehorende berekeningen voor de retentietijd

Aan de hand van een chromatogram kan men onder andere bepalen welke stoffen een mengsel bevat, hoe complex het analyt is en hoe zuiver het mengsel is. Zo kan er bijvoorbeeld worden geanalyseerd of een mengsel het gewilde analyt bevat.
Het analyt kan bepaald worden door een chromatogram te maken van een referentiestof. Een referentiestof is een stof waarvan je verwacht dat de eigenschappen overeenkomen met de gebruikte analyt.
Een chromatogram uit HPLC of GC geeft pieken weer. De plek van een piek op het chromatogram wordt bepaald door de retentietijd. De retentietijd is de tijd vanaf de start van de meting tot het verschijnen van de piek van het betreffende analyt. Door de retentietijd van een referentiestof te berekenen en te vergelijken met de retentietijd van het analyt, kan er worden bepaald of het analyt overeenkomt met de referentiestof.
Een chromatogram uit dunnelaagchromatografie en papierchromatografie geeft vlekken weer. Deze zijn niet altijd met het blote oog te zien zonder hulpmiddelen. Om de vlekken zichtbaar te maken, kan men ultraviolet licht gebruiken of een geschikt reagens zoals kaliumpermanganaat (KMnO4) spray. Het analyt kan worden bepaald door de vlekken van de referentiestof te vergelijken met de vlekken van het te analyseren mengsel op de DLC-plaat. Door naar de hoogte van de vlekken te kijken op de DLC-plaat kan worden bepaald of het mengsel het desbetreffende analyt bevat.

### Kwantitatieve bepaling
Bij technieken in chromatografie waar de metingen resulteren in pieken, geldt dat de concentratie van het analyt overeenkomt met de oppervlakte onder de piek van het analyt. Een andere manier om de concentratie van het analyt te bepalen is door een ijklijn te maken. Dit wordt gedaan door het pure analyt in een geschikt oplosmiddel op te lossen en vervolgens hiervan een verdunningsreeks te maken. Van de verschillende verdunningen wordt een chromatogram genomen en uitgezet in een grafiek met de concentratie van de oplossing tegen het detectorsignaal, dit is de zogenaamde ijklijn. Het detectorsignaal van het te bepalen analyt, verkregen uit het chromatogram, kan in de ijklijn worden gezet en worden afgelezen.

### Bepaling kolomefficiëntie
Bij technieken in de chromatografie waar de metingen resulteren in pieken, kunnen de pieken gebruikt worden om andere bepalingen te maken.
Het schotelgetal is een maat voor de efficiëntie van een chromatografisch kolom, welke afhankelijk is van de kwaliteit en de lengte van de kolom. Hoe groter dit getal, hoe groter de efficiëntie van een kolom. Het schotelgetal kan berekend worden met de formule:
{\displaystyle N=5,54\cdot ({{t_{r}} \over {w_{1/2}}})^{2}}
Waarbij:
- {\displaystyle t_{r}} de retentietijd
- {\displaystyle w_{1/2}} de breedte van de piek op 50% van de piekhoogte

Vaak kan de schotelhoogte ook gebruikt worden om de efficiëntie van een kolom te achterhalen. De schotelhoogte kan berekend worden met de formule:
{\displaystyle H={L \over N}}
Waarbij:
- {\displaystyle L} de lengte van de kolom
- {\displaystyle N} het schotelgetal

### Bepaling retentie-/capaciteitsfactor
Bij scheidingsmethoden waar gebruik wordt gemaakt van kolommen is de capaciteitsfactor een uitdrukking voor de prestatie van de kolom. Dit geldt voor chromatografie technieken zoals GC of HPLC. De capaciteitsfactor is niet afhankelijk van de flow rate of de kolom lengte, maar wel van de experimentele condities. De retentiefactor is een maat voor de tijd waarin een stof zich in de stationaire fase bevindt ten opzichte van de tijd waarin een stof zich in de mobiele fase bevindt. De capaciteitsfactor kan als volgt worden berekend:
{\displaystyle k'={{{t_{r}}-{t_{0}}} \over {t_{0}}}}
Waarbij:
- {\displaystyle t_{r}} de retentietijd
- {\displaystyle t_{0}} de dode tijd

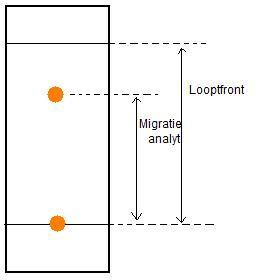
papierchromatogram

Bij chromatografie waar de scheidingen resulteren in vlekken op een plaat of blad, zoals TLC en papierchromatografie, wordt er gesproken over de retentiefactor. Dit is een maat voor de affiniteit van het analyt voor het plaatje. De retentiefactor kan berekend worden met de formule:
{\displaystyle {R_{f}}={{migratieanalyt} \over {loopfront}}}
De {\displaystyle {R_{f}}} waarde zou tussen 0 en 1 moeten liggen. Hoe minder affiniteit het analyt voor het plaatje heeft, hoe verder de vlek van het analyt komt op het plaatje en hoe groter de retentiefactor en andersom.

### Bepaling resolutie

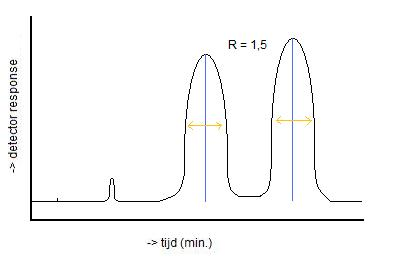
Voorbeeld scheiding van twee stoffen in GC of HPLC

De resolutie is een maat voor de scheiding van twee stoffen in de chromatografie gedurende de metingstijd van een experiment. De scheiding is afhankelijk van de omstandigheden van het experiment en de affiniteit van de stoffen voor de stationaire fase, dit is bij elke stof anders. Als er meerdere stoffen in een oplossing zitten, zal de stof met de hogere affiniteit voor de stationaire fase meer binden aan de stationaire fase en dus meer vertraging oplopen dan de stof met een lagere affiniteit. De resolutie kan als volgt berekend worden:
{\displaystyle R={({0,589\cdot \Delta {t_{r}}}) \over {w_{1/2av}}}}
Waarbij:
- {\displaystyle \Delta {t_{r}}} het verschil tussen de retentietijden van twee pieken
- {\displaystyle {w_{1/2av}}} de gemiddelde piekhoogte op de helft van de piekbreedte van de twee pieken

Voor een kwantitatieve bepaling is een resolutie van R > 1,5 nodig. Bij deze waarde liggen de pieken helemaal uit elkaar en kan van beide grafieken de oppervlakte bepaald worden. De oppervlaktes van de pieken kunnen gebruikt worden om de verhouding van twee stoffen in een oplossing te bepalen.

## De ideale piek
De ideale piek heeft de vorm van een Gausscurve. De Gausscurve geeft zowel het verband tussen de breedte van de piek en de standaarddeviatie als het verdelingcoëfficiënt aan. Het verband tussen de breedte van de piek en de standaarddeviatie kan worden aangeduid met de volgende formules:
{\displaystyle {w_{1/2}}=2,35\cdot \sigma }
{\displaystyle w={4\cdot \sigma }}
{\displaystyle {0,589\cdot w}={w_{1/2}}}
Waarbij:
- {\displaystyle w} de breedte van de piek
- {\displaystyle {w_{1/2}}} de breedte van de piek op 50% van de piekhoogte
- {\displaystyle \sigma } de standaarddeviatie

De verdelingscoëfficiënt is in dit geval gelijk aan de verhouding tussen de stoffen in de mobiele- en stationaire fase en kan als volgt berekend worden:
{\displaystyle K={\frac {C_{s}}{C_{m}}}}
Waarbij:
- {\displaystyle {C_{s}}} de concentratie van het analyt in de stationaire fase
- {\displaystyle {C_{m}}} de concentratie van het analyt in de mobiele fase

Wanneer de verhouding van deze twee concentraties 1:1 is, is er sprake van een ideale curve, de Gausscurve.

### Afwijkingen

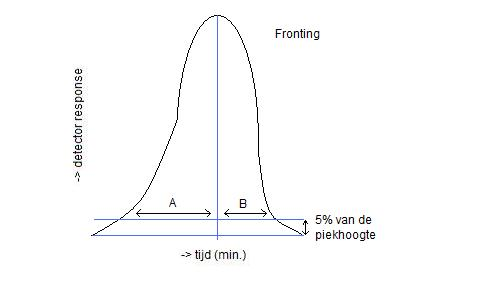
Fronting

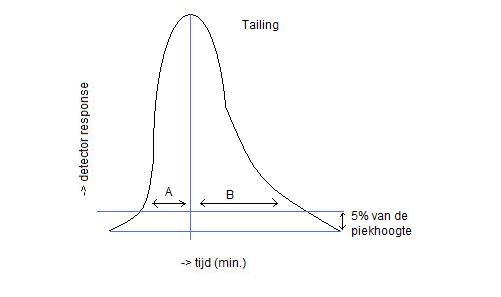
Tailing

De pieken uit de chromatogrammen uit GC en HPLC zijn vaak niet ideaal zoals de Gausscurve. Zo kan er fronting en tailing optreden. Fronting wordt veroorzaakt door een overladen sample of door een te hoge flow rate, waardoor de sample geen evenwicht kan vormen tussen de mobiele- en de stationaire fase. Bij tailing is er sprake van piekverbreding aan het einde van de curve. Dit wordt veroorzaakt door de leeftijd van de kolommen, hierdoor daalt de resolutie. Een mate voor de asymmetrie van een piek wordt weergegeven als de symmetriefactor. De symmetriefactor wordt berekend op 10% van de piekhoogte met de volgende formule:
{\displaystyle a={B \over A}}
Waarbij:
- {\displaystyle A} afstand van het begin van de piek tot het midden van de piek
- {\displaystyle B} afstand van het midden van de piek tot het einde van de piek

De tailing factor wordt op 5% van de piekhoogte berekend met de volgende formule:
{\displaystyle T={{(A+B)} \over {2A}}}
Een waarde van T = 1 betekent dat de piek symmetrisch is.